# May Clark
Mabel „May“ Clark (* 9. August 1889 in Kent; † 31. Mai 1984 in Englewood, New Jersey) war eine britische Schauspielerin. 

## Leben
Ursprünglich arbeitete sie als Filmeditorin und Sekretärin bei den Hepworth Film Studios. Dann wurde sie aber als Alice in der ersten Filmfassung von Alice im Wunderland gecastet, was den Beginn ihrer schauspielerischen Laufbahn bedeutete. Sie heiratete 1907 Norman Whitten und bekam die beiden Söhne Vernon und Kenneth Whitten. Clark starb am 31. Mai 1984 im Alter von 94 Jahren.

## Filmografie (Auswahl)
- 1901: How It Feels to Be Run Over
- 1903: Alice im Wunderland
- 1903: The Joke That Failed
- 1904: The Slavey’s Dream
- 1905: Rescued by Rover
- 1907: A Seaside Girl
- 1907: The Artful Lovers
- 1907: Preserving Edwin
- 1908: The Gentleman Gypsy